# Handelspolitik
Handelspolitik är den gren av politiken som sysslar med handelsfrågor, särskilt mellan länder.
Inom handelspolitiken så använder länder verktyg för att av olika anledningar skydda den inhemska marknaden från påtryckningar från utlandet. Det är alltså i protektionistiskt syfte man använder sig av dessa handelspolitiska verktyg när man aktivt reglerar handeln i olika marknader. Då man reglerar marknader med dessa verktyg så jämför man hela tiden vad resultatet hade varit utan reglering, alltså vid frihandel. Med anledning av detta kan man även kalla dessa handelspolitiska verktyg för handelshinder, då de alla begränsar handeln på ett eller annat sätt. 

## De olika handelspolitiska verktygen

### Tullar
Huvudartikel Tullavgift
Detta är den enklaste och troligen även den äldsta av handelspolitiska verktyg där man ålägger en skatt på importerade varor eller tjänster. 

### Exportsubventioner
Huvudartikel Exportsubvention
Vid exportsubventioner så betalar staten pengar till inhemska producenter för att de ska exportera en vara. 

### Importkvoter
Huvudartikel Importkvot
En importkvot är en direkt begränsning av mängden som kan importeras av en viss vara. Vanligtvis sker detta genom att staten ger ett begränsat antal aktörer på en marknad rättigheter att importera den kvoterade varan. 

### Frivilliga exportrestriktioner
Huvudartikel Frivilliga exportrestriktioner
Frivilliga exportrestriktioner är en variant av importkvoter, där det exporterande landet inför begränsningar.

### Andra handelspolitiska åtgärder
- Nationell upphandling är ett sätt att politiskt styra en del av den inhemska handel genom offentliga organ, exempelvis genom att styra den offentliga sektorn till att endast köpa inhemskt producerade varor och tjänster.

- Byråkratiska barriärer som gör det svårt att importera en viss vara eller tjänst genom att ställa krav som gör det omständligt och svårt att genomföra handeln
- Subventionerade lån och på så sätt hjälpa företag med att exportera en viss vara eller tjänst.

- Internationell lobbying när ett antal företag och dess länder slår sig samman för att genomdriva internationella överenskommelse som gynnar deras sak. Exempelvis regler för fiskekvoter.

## Frihandel contra aktiv handelspolitik
Ända sedan slutet på 1700-talet när Adam Smith publicerad sitt verk Wealth of Nations har ekonomer huvudsakligen propagerat för frihandel. 
Det finns dock fortfarande argument för att vissa handelshinder kan ge en positiv nettoeffekt för en nation i vissa speciella områden. Till exempel kan stora handelsnationer, som USA, genom handelspolitiska åtgärder påverka världsmarknadspriset på en produkt till sin egen fördel.

## Sveriges handelspolitik
Sveriges handelspolitiska mål som deklarerades i riksdagen den 4 mars 2008 inleder med ”Världen behöver mer frihandel, inte mindre” vilket klart och tydligt talar för vilken ställning Sverige tar i handelspolitiken. Sveriges handelspolitik drivs genom Utrikesdepartementet och av handelsministern